# スイス航空306便墜落事故
スイス航空306便墜落事故 （スイスこうくう306びんついらくじこ）とは、1963年9月4日、スイスで発生した墜落事故である。この事故ではスイスのある村の住民が多く巻き込まれたことが大きな悲劇とされた。

## 事故の概要

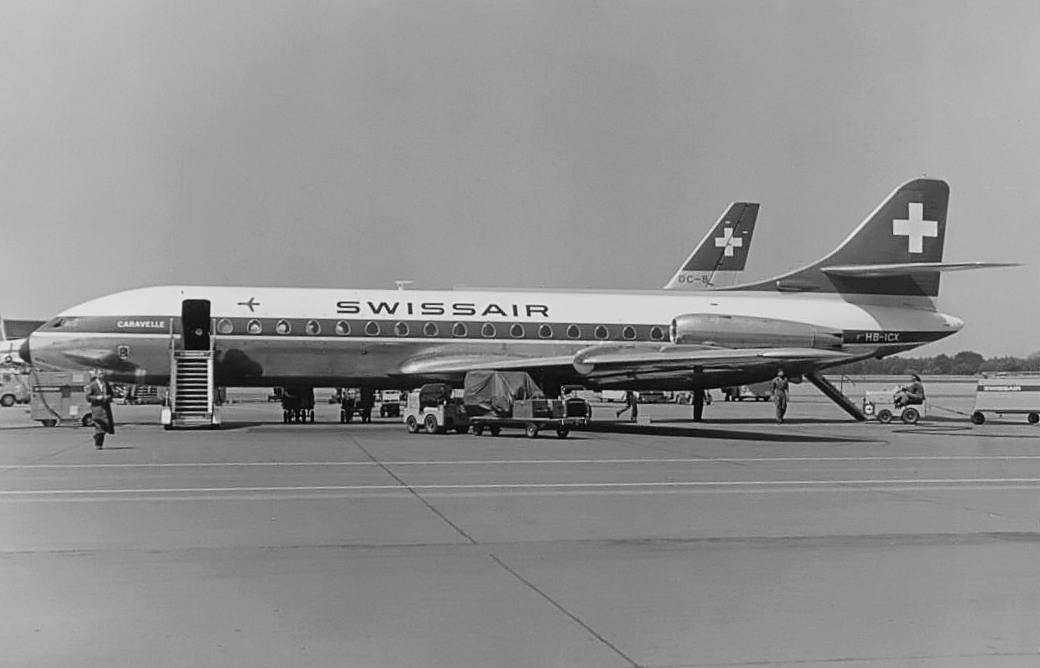
事故機の姉妹機

この日、スイスのチューリッヒを出発しジュネーヴを経由しイタリア・ローマに向かうスイス航空306便（シュド・カラベル3、機体記号HB-ICV）が、チューリッヒ空港を離陸しようとしていた。
午前6時4分（欧州夏時間、以下同じ）に出発したが、当時空港は濃霧であったため、ジェットエンジンの排気で霧を吹き飛ばすために滑走路の半分から逆走し滑走路の端に向かう許可を得た。午前6時13分に離陸したが、その直後に出火（目撃証言によれば、左翼付け根から炎上し煙をひいていたという）。
午前6時20分に高度2,700メートルから降下し、チューリッヒ西南西約25キロメートルに位置するデュレネッシュ近郊に墜落した。この事故で乗員6名、乗客74名の合わせて80名全員が死亡した。また事故の衝撃によって直径20メートル、深さ6メートルの陥没穴が出現し、近くの農家2軒も損傷した。

## 事故原因
事故機が墜落したのは、空中で火災が広がり、機体の電気系統、操縦系統が損傷し、多くの部材が脱落して操縦不能に陥ったためであった。離陸した滑走路でバラバラになった左主翼の第4ホイールが発見され、一連の火災原因は次のように推測された。
地上走行中にパイロットが意図的にブレーキを多用したためにブレーキが過熱し、離陸時に左主脚が炎上しており、第4ホイールが脱落した。発火していた車輪を格納したため、離陸直後に第3ホイールもパンクした。このパンクの衝撃により燃料パイプが破損し、過熱部分から火災が発生し、電気系統、操縦系統、油圧系統、機体構造部を焼損した。そのため事故機は緊急事態を通報したが、既に手遅れであった。

## フンリコン村の悲劇
事故機に搭乗していた乗客のうち43名はスイスにあるチューリヒ州フンリコン村 (en:Humlikon) の住民であった。いずれもジュネーブ近郊の農場視察に向かうために搭乗していた。この村の当時の人口は217名であり、この事故で5分の1の住民を失ってしまった。また独身者2名を除いて全て家庭では未成年の子供の保護者であったため未成年39名が孤児になり、うち6人が養子に貰われていった。また犠牲者の中には村の郵便局員と学校の管理者などに加え、村の議員全員が含まれていたため、村の機能に重大な損失を被ることになった。
なお10月26日と27日に新たな議員を決めるための村議会議員選挙が行われたが、有権者は52名に過ぎなかった。また収穫期を迎えた村の農作業は農民がいなくなったため出来なかったが、周辺の農村から集まったボランティアによって収穫が行われた。
2005年現在人口は427名であるが、チューリヒ州の中でも最も人口の少ない村である。